# Ut pictura poesis
Ut pictura poesis – łacińska fraza znacząca „poezja powinna być jak malowidło”. Zdanie to (często powtarzane) pojawia się w Ars Poetica Horacego. Znajduje się blisko końca utworu, obok innego cytatu „bonus dormitat Homerus”, czyli „wielki Homer drzemie”.

jak obraz jest poezja: ów, gdy staniesz bliżej,
bardziej ci się podoba, inny z oddalenia;
ten półmrok lubi, tamten potrzebuje światła,
bo docinków krytyka nie musi się lękać;
ten raz zachwyci, ów i za dziesiątym razem.

Horacy twierdzi, że poezja (w najszerszym znaczeniu tego słowa) zasługiwała na taką samą interpretację jak obraz.
Lessing rozpoczyna swój esej Laocoon, czyli o granicach malarstwa i poezji (1766) stwierdzeniem, że „pierwszy mężczyzna, który porównał poezję z obrazem, miał dobre przeczucie”; pomimo tego, że nie był krytykiem ani filozofem. Lessing twierdzi, że obraz jest synchronicznym, wizualnym fenomenem, który jest natychmiast zrozumiany i doceniany, podczas gdy poezja jest diachroniczną sztuką, która potrzebuje czasu aby czytelnik mógł ją docenić. Lessing zaleca, aby nie mylić poezji i obrazu, i że najlepiej żeby były uprawiane i docenianie „jako dwójka równych i przyjaznych sąsiadów”.
W.J.T. Mitchell „zauważył, że myślimy, że porównanie poezji do obrazu tworzy metaforę, a odróżnienie poezji od obrazu to powiedzieć prawdę”.